# Emplectonema quatrefagei
Emplectonema quatrefagei är en djurart som tillhör fylumet slemmaskar, och som först beskrevs av Alphonse Trémeau de Rochebrune 1881.  Emplectonema quatrefagei ingår i släktet Emplectonema och familjen Emplectonematidae. Inga underarter finns listade i Catalogue of Life.